# Paranoid Android
Paranoid Android è un singolo del gruppo musicale britannico Radiohead, pubblicato il 26 maggio 1997 come primo estratto dal terzo album in studio OK Computer.
È al 256º posto nella lista delle 500 migliori canzoni secondo la rivista Rolling Stone.
Il titolo della canzone si riferisce a Marvin l'androide paranoico (in inglese appunto Marvin the Paranoid Android), un personaggio della serie Guida galattica per gli autostoppisti dello scrittore inglese Douglas Adams.

## Descrizione
Il bassista dei Radiohead Colin Greenwood ha dichiarato a proposito del singolo: «in Paranoid Android, il sound verso cui ci siamo indirizzati era costituito dall'idea di un incontro fra DJ Shadow e i Beatles». Anche Thom Yorke la paragonò ad un lavoro dei Beatles, dichiarando che «iniziò che erano tre canzoni separate e non sapevamo che farne. Poi pensammo a Happiness Is a Warm Gun - che erano tre piccole canzoni che John Lennon mise assieme - e dicemmo "Perché non ci proviamo?"».
La prima sezione fu creata da Thom Yorke e Jonny Greenwood, mentre le altre due dal solo Greenwood.

## Critica
La band continua a suonarla dal vivo quasi ad ogni concerto, di solito verso la fine della scaletta, e molti la considerano fra le canzoni migliori della band. È alla posizione 256 nella lista delle 500 migliori canzoni secondo la rivista Rolling Stone, leggermente più in alto di Fake Plastic Trees, altro pezzo della band inglese in classifica. Nell'ottobre del 2006 la rivista Q Magazine ha classificato Paranoid Android al 10º posto fra le 100 migliori canzoni di tutti i tempi.

## Tracce
CD 1
1. Paranoid Android
2. Polyethylene Parts 1 & 2
3. Pearly

CD 2
1. Paranoid Android
2. A Reminder
3. Melatonin

## Classifiche
| Classifica (1997) | Posizione massima |
| ----------------- | ----------------- |
| Australia         | 29                |
| Belgio (Fiandre)  | 65                |
| Europa            | 9                 |
| Irlanda           | 4                 |
| Italia            | 7                 |
| Paesi Bassi       | 61                |
| Regno Unito       | 3                 |
| Svezia            | 53                |

## Utilizzo in altri media
Paranoid Android è utilizzata come sigla finale della serie anime giapponese Ergo Proxy.